# Forsøgsdyrenes Værn
Landsforeningen Forsøgsdyrenes Værn er en organisation, som kæmper mod brugen af dyr i "lidelsesvoldende" videnskabelige forsøg i Danmark.
Organisationen blev stiftet i 1963 og har i dag omkring 19.300 medlemmer. Den arbejder hovedsageligt på at udbrede kendskabet til brugen af dyreforsøg, samt at påvirke lovgivningen og EU på området. Den kan betragtes som en dyreretsorganisation, da den arbejder på at tildele dyr en rettighed – nemlig rettigheden til at undgå at blive brugt i forsøg. Denne rettighed skal ses i en bredere sammenhæng, hvor dyrene tildeles retten til at leve, hvilket fremgår af deres artikler om andet dyreværn, om vegetarisme og veganisme, samt om dyr og etik.
Forsøgsdyrenes Værn er medlem af European Coalition to End Animal Experiments Arkiveret 5. oktober 2002 hos  Wayback Machine.

## Fodnoter
1. ↑  "Forsoegsdyrenes-vaern.dk – Hvem er vi?". Arkiveret fra originalen 18. maj 2007. Hentet 6. april 2007.
2. ↑  "Forsøgsdyrenes Værn – andet dyreværn". Arkiveret fra originalen 7. august 2007. Hentet 21. november 2007.
3. ↑  "Forsøgsdyrenes Værn – vegetarisme og veganisme". Arkiveret fra originalen 8. august 2007. Hentet 21. november 2007.
4. ↑  "Forsøgsdyrenes Værn – dyr og etik". Arkiveret fra originalen 16. november 2007. Hentet 21. november 2007.